# Liste der Ouvrages der Maginot-Linie

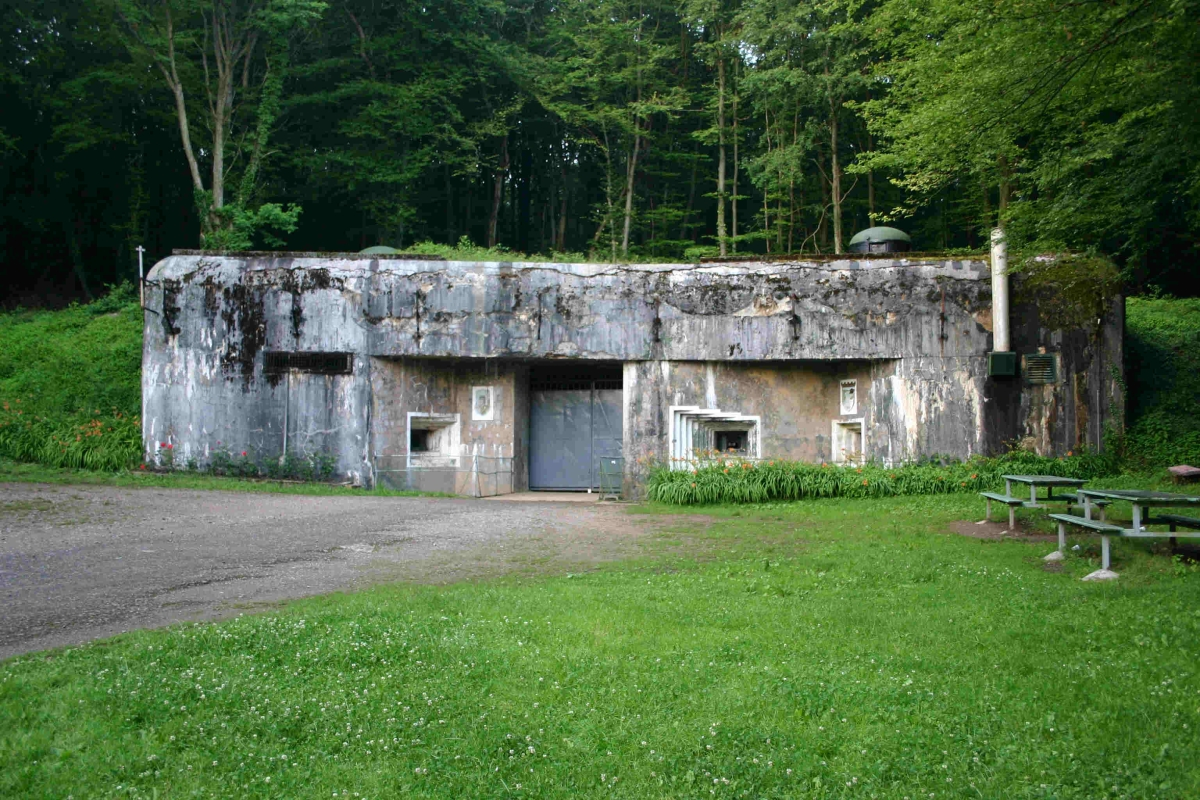
Eingangsbereich zum Werk Michelsberg

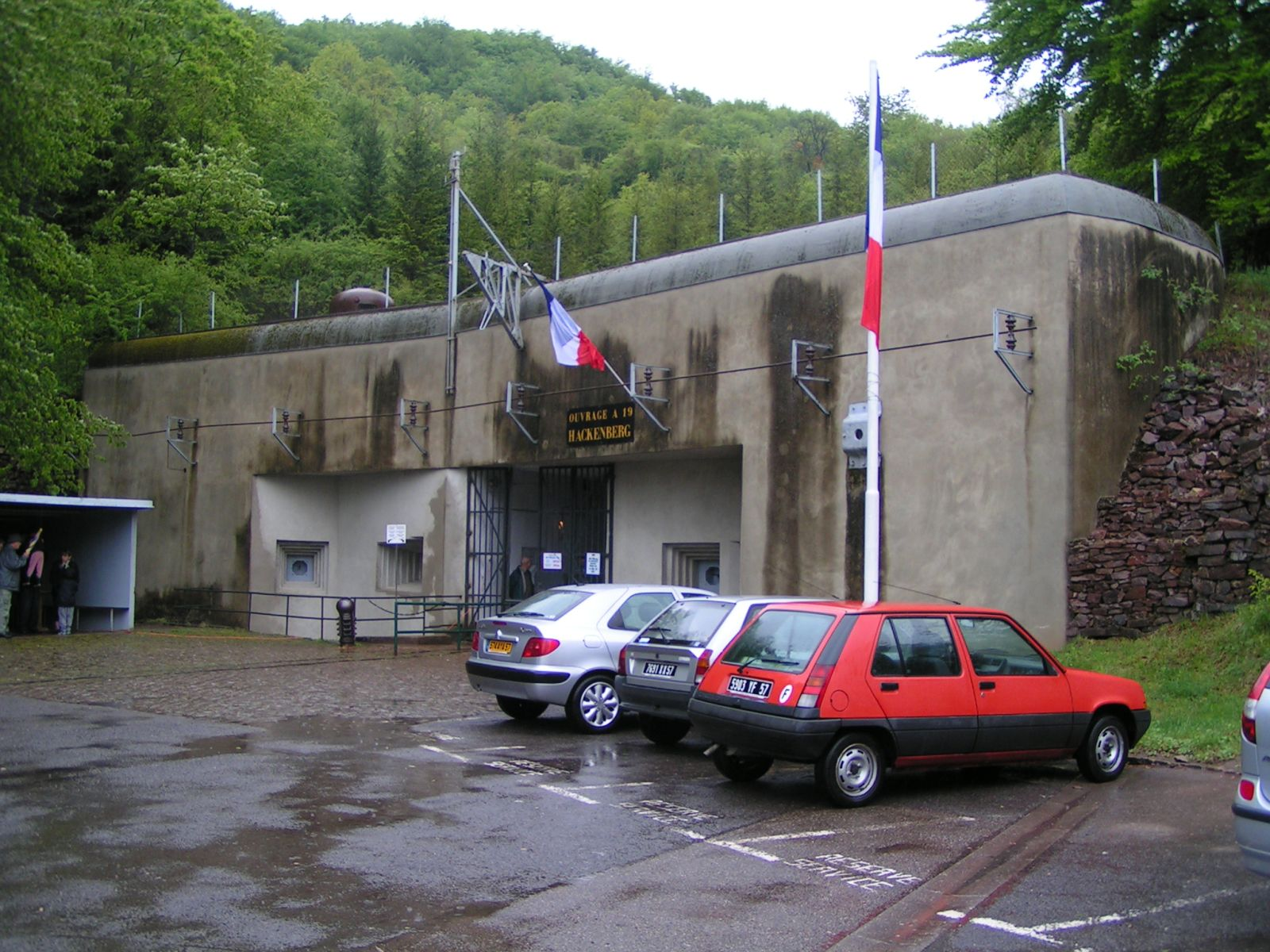
Fort Hackenberg, ehemaliger Munitionseingang – heute Besuchereingang

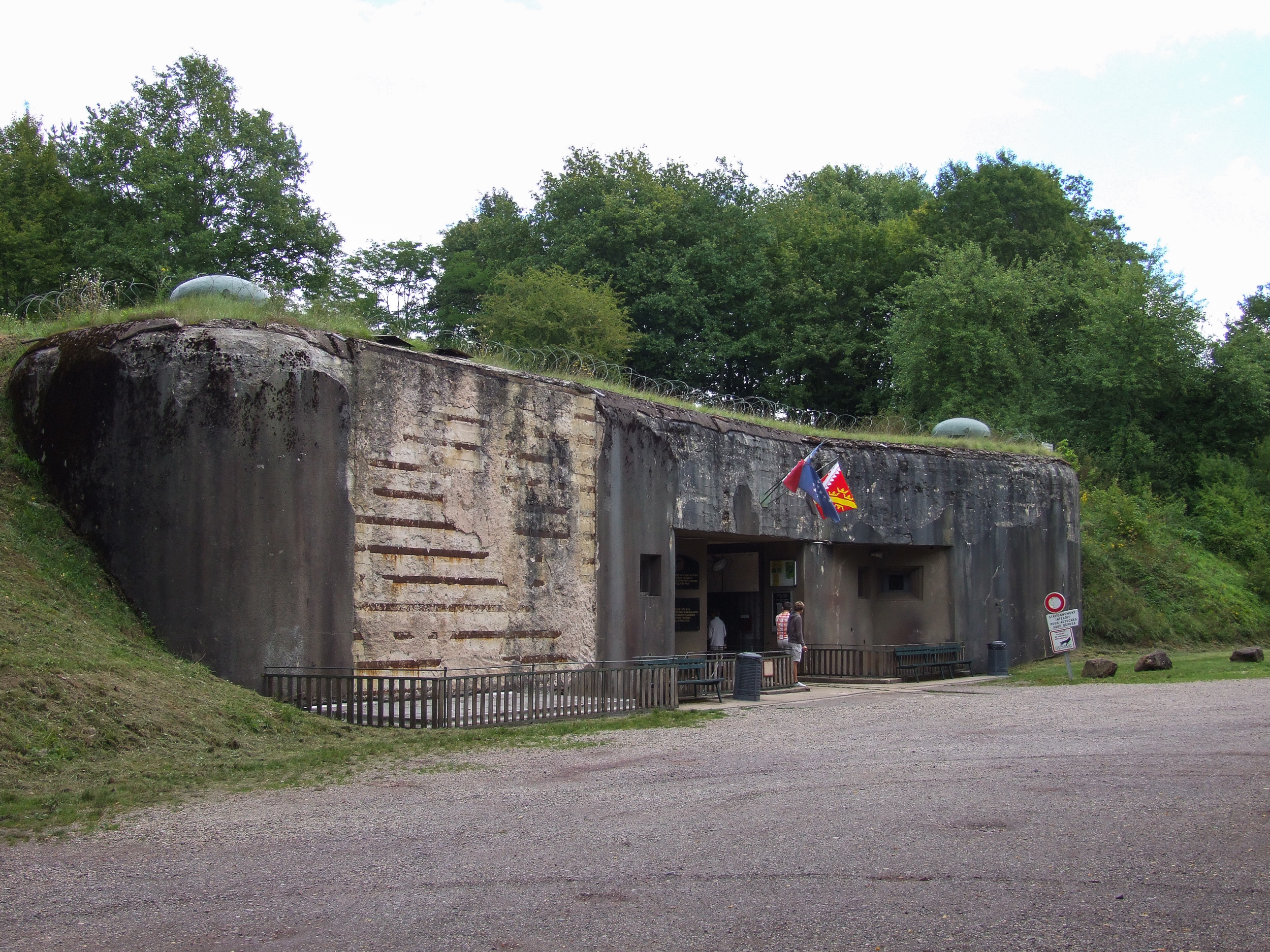
Fort Four à Chaux nahe Lembach

Hier ist die komplette Liste der Ouvrages der Maginot-Linie, organisiert nach Sektor und Typ der Festungen.
Das französische Wort „ouvrage“ heißt übersetzt „Werk“. Eine Ouvrage besteht üblicherweise aus einer Folge von mit Beton umgebenen Kampfblöcken, die unterirdisch miteinander verbunden sind.

## Abschnitt Escaut

### Ouvrage
- Ouvrage d'Eth

### Kasematten
- Casemate de Tallandier
- Casemate de Jeanlain
- Casemate de Notre Dame d'Armour
- Casemate du Mont des Bruyères
- Casemate de la Ferme des Rosières
- Casemate de Marlières
- Casemate de Haute Rive
- Casemate de Drève St Antoine
- Casemate de Lièvre Ouest
- Casemate de Lièvre Est
- Casemate de Trieux d'Escaupont Ouest
- Casemate de Trieux d'Escaupont Est
- Casemate du Cimetière d'Escaupont Ouest
- Casemate du Cimetière d'Escaupont Est

## Abschnitt Maubeuge

### Ouvrages
- Ouvrage des Sarts
- Ouvrage de Bersillies
- Ouvrage de la Salmagne
- Ouvrage de Boussois

### Kasematten
- Casemate de Héronfontaine
- Casemate de Crèvecoeur
- Casemate d'Epinette
- Casemate de Rocq
- Casemate de Marpent Nord
- Casemate de Marpent Sud
- Casemate d'Ostergnies
- Casemate de Gommegnies Ouest
- Casemate de Gommegnies Est
- Casemate du Cheval Blanc
- Casemate de Tréchon
- Casemate de Clare
- Casemate d'Obies
- Casemate de Bonwez
- Casemate du Vivier Nuthiau Ouest
- Casemate du Vivier Nuthiau Est
- Casemate de la Haute Rue
- Casemate de la Porquerie Ouest
- Casemate de la Porquerie Est
- Casemate d'Hurtebise

## Abschnitt Montmédy

### Ouvrages
- Ouvrage de La Ferté
- Ouvrage du Chesnois
- Ouvrage de Thonnelle
- Ouvrage de Velosnes

### Kasematten
- Casemate de Margut
- Casemate de Moiry
- Casemate de Sainte-marie
- Casemate de Sapogne
- Casemate du Christ
- Casemate de Thonne-le-Thil
- Casemate de Guerlette
- Casemate d'Avioth
- Casemate de Fresnois
- Casemate de Saint-Antoine
- Casemate d'Ecouviez Ouest
- Casemate d'Ecouviez Est

## Abschnitt Crusnes

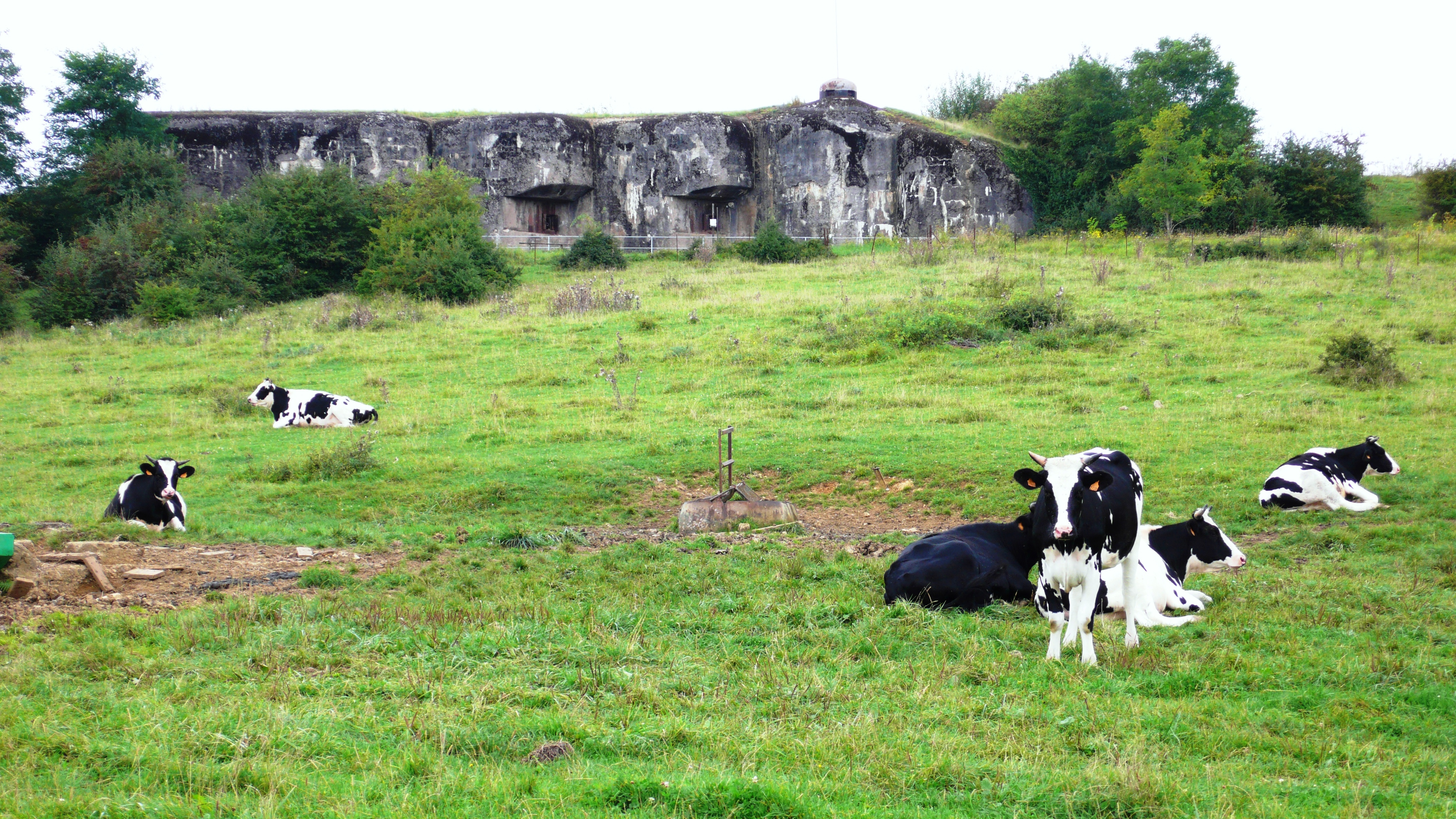
File:Fort de Fermont bei Longuyon

### Ouvrages
- Ouvrage Ferme Chappy (PO)
- Ouvrage Fermont (GO)
- Ouvrage Latiremont (GO)
- Ouvrage Mauvais Bois (PO)
- Ouvrage Bois du Four (PO)
- Ouvrage Bréhain (GO)
- Ouvrage Aumetz (PO)

### Kasematten
- Casemate de Puxieux
- Casemate du Bois de Beuveille
- Casemate du Haut de l'Anguille Ouest
- Casemate du Haut de l'Anguille Est
- Casemate du Bois de Tappe Ouest
- Casemate du Bois de Tappe Est
- Casemate de l'Ermitage St Quentin
- Casemate de Praucourt
- Casemate de Jalaumont Ouest
- Casemate de Jalaumont Est
- Casemate de Chénières Ouest
- Casemate de Chénières Est
- Casemate de Laix
- Casemate de Morfontaine
- Casemate de Villers la Montagne Ouest
- Casemate de Villers la Montagne Centre
- Casemate de Villers la Montagne Est
- Casemate de Verbusch Ouest
- Casemate de Verbusch Est
- Casemate de la Ferme Thiery
- Casemate de Bourène Ouest
- Casemate de Bourène Est
- Casemate Ouest de Bréhain
- Casemate du Ravin de Crusnes
- Casemate de Crusnes Ouest
- Casemate de Crusnes Est
- Casemate du Nouveau Crusnes Ouest
- Casemate du Nouveau Crusnes Est
- Casemate du Réservoir
- Casemate de la Route d'Ottange Ouest
- Casemate de la Route d'Ottange Centre
- Casemate de la Route d'Ottange Est
- Casemate de Tressange
- Casemate de Bure
- Casemate du Fond d'Havange
- Casemate du Gros Bois

### Abris

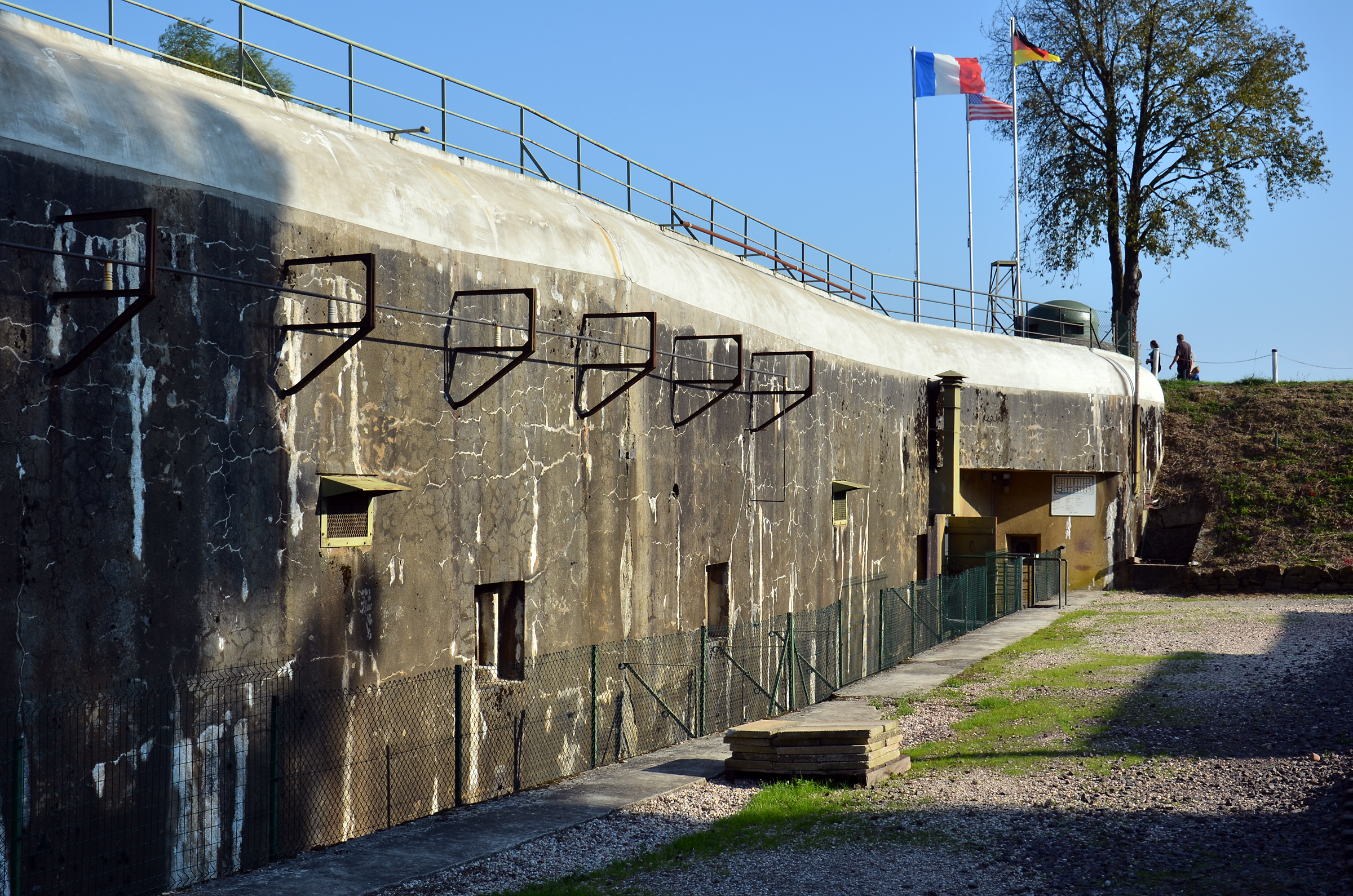
Abri de Hatten

- Abri du Gros Bois

### Observatoren
- Observatoire de Puxieux
- Observatoire du Haut de l'Anguille
- Observatoire du Haut de la Vigne
- Observatoire du Bois du Four
- Observatoire du Réservoir

### Safety camps
- Camp de Doncourt
- Camp de Morfontaine
- Camp d'Errouville
- Camp de Ludelange

## Abschnitt Thionville

### Ouvrages
- Ouvrage Rochonvillers (GO)
- Ouvrage Molvange (GO)
- Ouvrage Soetrich (GO)
- Ouvrage Kobenbusch (GO)
- Ouvrage Galgenberg (GO)
- Ouvrage Métrich (GO)
- Ouvrage Billig (GO)
- Ouvrage Immerhof (PO)
- Ouvrage Bois Karre (PO)
- Ouvrage Oberheid (PO)
- Ouvrage Sentzich (PO)

### Kasematten
- Casemate du Grand Lot
- Casemate d'Escherange Ouest
- Casemate d'Escherange Est
- Casemate du Petersberg Ouest
- Casemate du Petersberg Est
- Casemate d'Entrange
- Casemate du Bois de Kanfen Ouest
- Casemate du Bois de Kanfen Est
- Casemate de Boust
- Casemate de Basse-Parthe Ouest
- Casemate de Basse-Parthe Est
- Casemate du Sonnenberg
- Casemate de Koenigsmacker Nord
- Casemate de Koenigsmacker Sud
- Casemate de Métrich
- Casemate du Bois de Koenigsmacker

### Abris
- Abri du Grand Lot (caverne)
- Abri du Bois d'Escherange (caverne)
- Abri du Petersberg (caverne)
- Abri du Zeiterholz (surface)
- Abri du Bois de Kanfen (surface)
- Abri du Stressling (surface)
- Abri d'Hettange-Grande (surface)
- Abri de la Route de Luxembourg (surface)
- Abri de l'Helmreich (caverne)
- Abri du Barrungshof (surface)
- Abri du Bois Karre (surface)
- Abri du Rippert (surface)
- Abri du Bois de Cattenom (surface)
- Abri du Krekelbusch (caverne)
- Abri de Métrich (caverne)
- Abri du Nonnenberg (caverne)
- Abri du Bichel Nord (surface)
- Abri du Bichel Sud (surface)

### Observatoren
- Observatoire de Hettange-Grande
- Observatoire de la Route de Luxembourg
- Observatoire de Boust
- Observatoire de Cattenom

### Safety camps
- Camp d'Angevillers
- Camp d'Hettange-Grande
- Camp de Cattenom
- Camp d'Elzange

### Ehemalige deutsche Befestigungen
- Fort d’Illange
- Fort de Guentrange
- Fort de Koenigsmacker

## Abschnitt Boulay

### Ouvrages
- Ouvrage Hackenberg (GO)
- Ouvrage Mont des Welches (GO)
- Ouvrage Michelsberg (GO)
- Ouvrage Anzeling (GO)
- Ouvrage Coucou (PO)
- Ouvrage Hobling (PO)
- Ouvrage Bousse (PO)
- Ouvrage Berenbach (PO)
- Ouvrage Bovenberg (PO)
- Ouvrage Denting (PO)
- Ouvrage Village de Coume (PO)
- Ouvrage Annexe Nord de Coume (PO)
- Ouvrage Coume (PO)
- Ouvrage Annexe Sud de Coume (PO)
- Ouvrage Mottemberg (PO)

### Kasematten
- Casemate du Hummersberg Nord
- Casemate du Hummersberg Sud
- Casemate de Veckring Nord
- Casemate de Veckring Sud
- Casemate de Menskirch
- Casemate du Huberbusch Ouest
- Casemate du Huberbusch Est
- Casemate d'Edling Nord
- Casemate d'Edling Sud
- Casemate d'Eblange
- Casemate d'artillerie flanqant vers le sud
- Casemate de Langhep Ouest
- Casemate de Langhep Est
- Casemate du Bisterberg Nord N°1
- Casemate du Bisterberg Nord N°2
- Casemate du Bisterberg Sud N°1
- Casemate du Bisterberg Sud N°2
- Casemate sud du Mottemberg

### Observatoren
- Observatoire des Chênes Brulés
- Observatoire de Hestroff

### Abris
- Abri du Hummersberg (caverne)
- Abri de Veckring (caverne)
- Abri du Coucou (surface)
- Abri des Chênes Brulés (caverne)
- Abri de Klang (caverne)
- Abri du Mont des Welches (surface)
- Abri d'Ising (surface)
- Abri de Bilmette (surface)
- Abri de Férange (caverne)
- Abri de Hestroff (surface)
- Abri du Rotherberg (caverne)
- Abri de Bockange (surface)
- Abri de Gomelange (surface)
- Abri de Colming (abri-casemate de surface)

## Abschnitt Faulquemont

### Ouvrages
- Ouvrage Kerfent (PO)
- Ouvrage Bambesch (PO)
- Ouvrage Einseling (PO)
- Ouvrage Laudrefang (PO)
- Ouvrage Téting (PO)

### Kasematten
- Casemate du Bambesch
- Casemate de Stocken
- Casemate de Téting
- Casemate de Bambiderstroff Nord
- Casemate de Bambiderstroff Sud
- Casemate de l'Einseling Nord
- Casemate de l'Einseling Sud
- Casemate des Quatre-Vents Nord
- Casemate des Quatre-Vents Sud
- Casemate du Bois de Laudrefang Nord
- Casemate du Bois de Laudrefang Sud

## Abschnitt Saar

### Secteur Fortifié de la Sarre

#### Ouvrages
- Ouvrage Haut-Poirier

#### Kasematten
- Casemate de Wittring
- Casemate du Grand-Bois
- Casemate du Nord-Ouest d'Achen
- Casemate du Nord d'Achen
- Casemate du Nord-Est d'Achen

## Abschnitt Lauter

### Secteur Fortifié de Rohrbach

#### Gros ouvrages
- Ouvrage Simserhof
- Ouvrage Schiesseck

#### Petits Ouvrages
- Ouvrage Welschof
- Ouvrage Rohrbach
- Ouvrage Otterbiel

#### Kasematten
- Casemate Ouest de Singling
- Casemate Nord-Ouest de Singling Gauche
- Casemate Nord-Ouest de Singling Droite
- Casemate de Bining
- Casemate de la Station-de-Rohrbach
- Casemate de Rohrbach
- Casemate du Sinnerberg Ouest
- Casemate du Sinnerberg Est
- Casemate du Petit-Réderching Ouest
- Casemate du Petit-Réderching Est
- Casemate du Petit-Réderching
- Casemate du Seelberg Ouest
- Casemate du Seelberg Est
- Casemate du Judenhoff
- Casemate de Hohlbach
- Casemate du Légeret
- Casemate du Freudenberg
- Casemate de Ramstein Ouest
- Casemate de Ramstein Est
- Casemate du Champ d'Aviation Ouest
- Casemate du Champ d'Aviation Est
- Casemate du Kindelberg
- Casemate de Rochat Ouest
- Casemate de Rochat Est
- Casemate du Petit-Hohékirkel
- Casemate du Grand-Hohékirkel Ouest
- Casemate du Grand-Hohékirkel Est

#### Abris
- Abri de Frohmuhle (caverne)
- Abri du Légeret (caverne)
- Abri du Freudenberg (caverne)
- Abri de Reyerswiller (caverne)
- Abri du Camp (surface)

#### Observatoren
- Observatoire du Freudenberg

## Abschnitt Vogesen

### Ouvrages
- Grand-Hohékirkel
- Four-à-Chaux
- Ouvrage Lembach

### Kasematten
- Casemate du Biesenberg (artillerie)
- Casemate de Windstein (artillerie)
- Casemate de la Main-du-Prince Ouest
- Casemate de la Main-du-Prince Est
- Casemate du Biesenberg (infanterie)
- Casemate de Glasbronn
- Casemate d'Altzinsel
- Casemate de Rothenburg
- Casemate du Nonnenkopf
- Casemate du Grafenweiher Nord-Ouest
- Casemate du Grafenweiher Centre
- Casemate du Grafenweiher Est
- Casemate de Dambach Nord
- Casemate de Dambach Sud
- Casemate du Wineckerthal Ouest
- Casemate du Wineckerthal Est
- Casemate du Grunenthal
- Casemate de Windstein (infanterie)
- Casemate de La Verrerie
- Casemate de Lembach
- Casemate de Schmelzbach Ouest

### Abris
- Abri du Dépôt
- Abri de Wolfschachen

## Abschnitt Haguenau

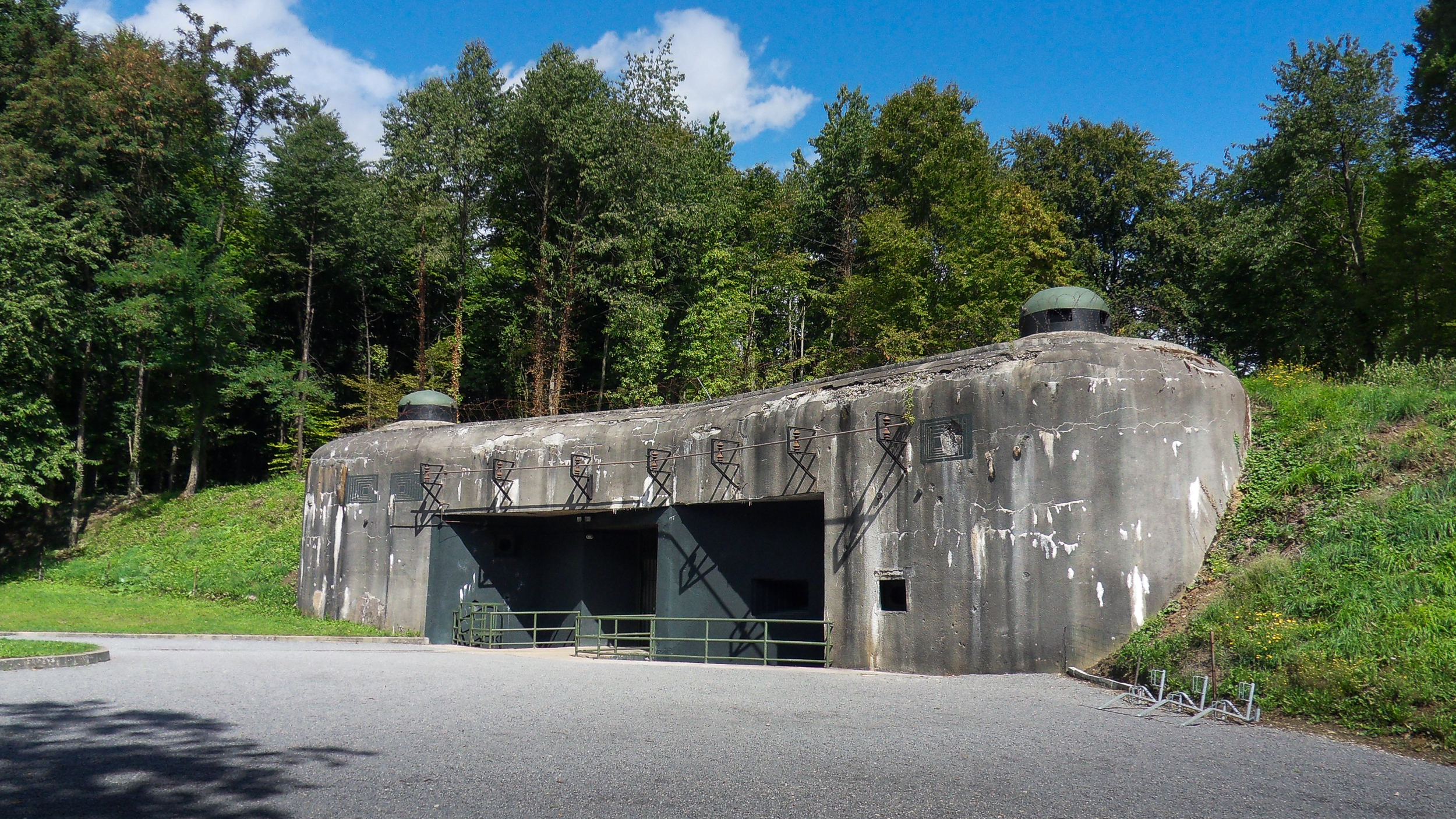
Der ehemalige Material- und Munitionseingang der Ouvrage de Schoenenbourg wird heute als Zugang für Besucher genutzt

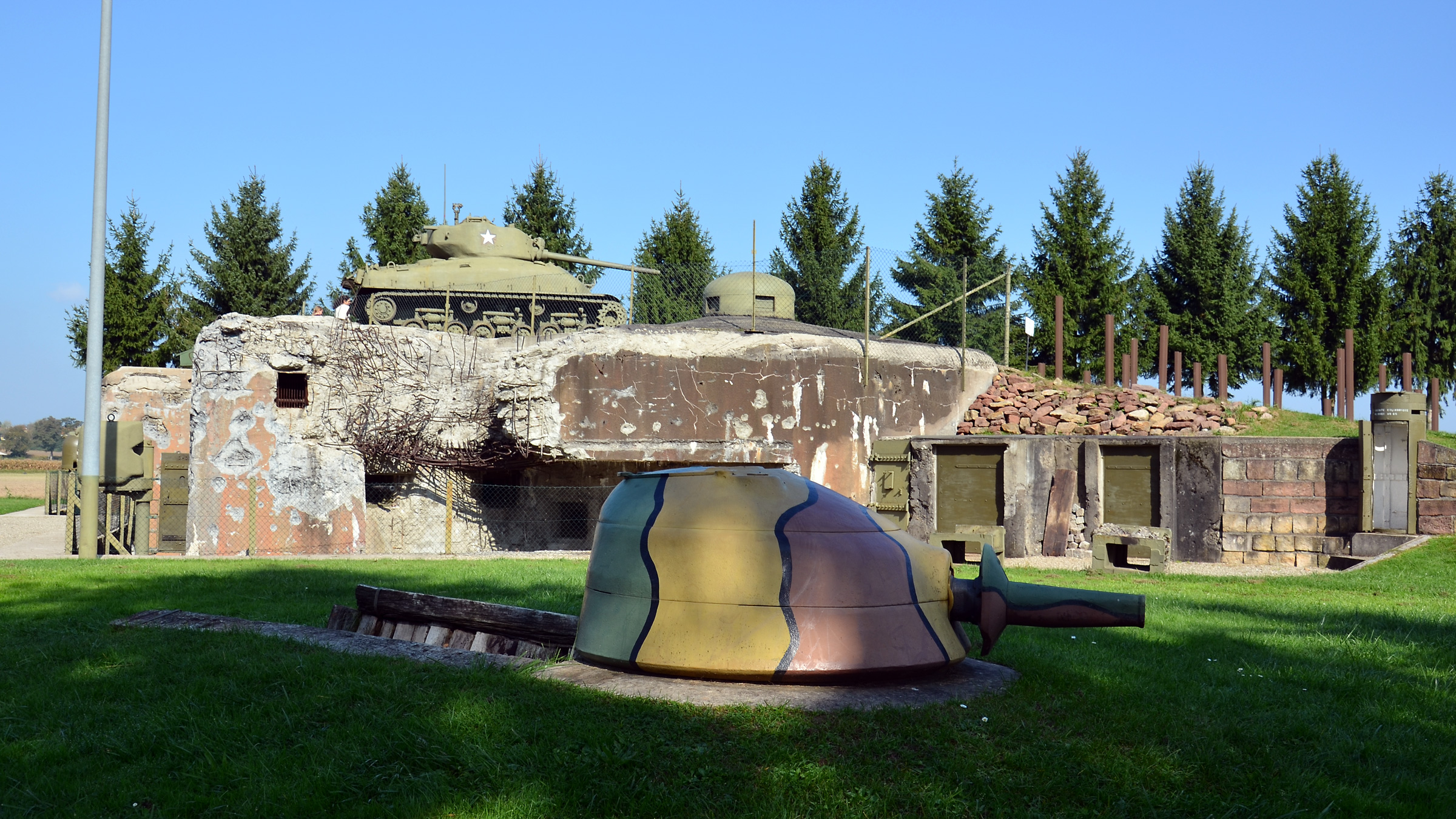
Casemate Esch bei Hatten

### Ouvrages
- Ouvrage du Hochwald
- Ouvrage de Schoenenbourg

### Kasematten
- Casemate de Sschmeltzbach Est
- Casemate de Walkmuhl
- Casemate de Drachenbronn Nord
- Casemate de Drachenbronn Sud
- Casemate de Bremmelbach Nord
- Casemate de Bremmelbach Sud
- Casemate de Breitenacker Nord
- Casemate de Breitenacker Sud
- Casemate d'Ingolsheim Ouest
- Casemate d'Ingolsheim Est
- Casemate d'Hunspach-Village
- Casemate d'Hunspach-Station
- Casemate du Moulin d'Hunspach Ouest
- Casemate du Moulin d'Hunspach Est
- Casemate de Buchholzberg
- Casemate d'Hoffen Ouest
- Casemate d'Hoffen Est
- Casemate du Bois de Hoffen
- Casemate d'Aschbach Ouest
- Casemate d'Aschbach Est
- Casemate d'Oberroedern Nord
- Casemate d'Oberroedern Sud
- Casemate de La Seltz
- Casemate de Hatten Nord
- Casemate de Hatten Sud
- Casemate Esch
- Casemate du Bois de Rittershoffen 1
- Casemate du Bois de Rittershoffen 2
- Casemate du Bois de Rittershoffen 3
- Casemate du Bois de Rittershoffen 4
- Casemate du Bois de Rittershoffen 5
- Casemate du Bois de Rittershoffen 6
- Casemate du Bois de Koenigsbruck Nord
- Casemate du Bois de Koenigsbruck Sud
- Casemate de Kauffenheim
- Casemate du Heidenbuckel
- Casemate de Rountzenheim Nord
- Casemate de Rountzenheim Sud
- Casemate d'Auenheim Nord
- Casemate d'Auenheim Sud
- Casemate du Pont-de-Seltz
- Casemate du Pont-de-Roppenheim Nord
- Casemate du Pont-de-Roppenheim Sud
- Casemate de Neuhaeuseul
- Casemate de Fort-Louis-Village
- Casemate de Fort-Louis-Ouest
- Casemate de Fort-Louis-Est

## Abris
- Abri du Birlenbach
- Abri du Grassersloch
- Abri de Schoenenbourg
- Abri du Buchholzerberg
- Abri de Hoffen
- Abri de Hatten
- Abri de la Sauer
- Abri de Koenigsbruck
- Abri de la Donau
- Abri du Heidenbuckel
- Abri de Soufflenheim
- Abri de Beinheim Nord
- Abri de Beinheim Sud
- Abri de Stattmatten

### Observatorien
- Observatoire d'Hunspach
- Observatoire de Hatten
- Observatoire du Hochwald
- Observatoire du Buchholzberg

- Karte mit allen verlinkten Seiten:
- OSM |
- WikiMap